# 光州 (小惑星)
光州（クァンジュ、12252 Gwangju）は小惑星帯に位置する小惑星である。宮城県仙台市の愛子（あやし）観測所で小石川正弘が発見した。
仙台市の7番目の国際姉妹都市となった韓国の都市、光州広域市に因んで命名された。